# Vinland
Vinland (engleski: Vinland, Vineland ili Winland, staronordijski: Vínland) naziv je za područje priobalnoga dijela Sjeverne Amerike koji su istraživali Vikinzi predvođeni Leifom Ericssonom. Oni su se iskrcali u Sjevernu Ameriku oko 1000. godine, oko pet stoljeća prije Kristofora Kolumba i Johna Cabota. O pronalasku Vinlanda govore sage Grœnlendinga saga i Eiríks saga rauða. Smatra se da su opisana područja u sagama zapravo Newfoundland, Zaljev sv. Lovrijenca i sjeveroistok Novog Brunswicka. Godine 1960. u arheološkom nalazištu L'Anse aux Meadows na sjeveru Newfoundlanda pronađeno je jedino nordijsko naselje u Sjevernoj Americi izvan Grenlanda. Prije otkrića arheološkog nalazišta, o Vinlandu se jedino znalo preko nordijskih saga i srednjovjekovne historiografije. To otkriće dokazalo je nordijsko istraživanje Sjeverne Amerike. Hipotezirano je da je L'Anse aux Meadows zapravo kamp Straumfjörð iz sage Eiríks saga rauða.

## Vanjske poveznice
- Vinland Hrvatska enciklopedija
- Vinland, Encyclopædia Britannica
- Vinland, Ancient History Encyclopedia
- The Vinland Mystery  Arhivirana inačica izvorne stranice od 6. studenoga 2019. (Wayback Machine), dokumentarac od National Film Board of Canada